# سیارک ۲۹۰۴
سیارک ۲۹۰۴ (به انگلیسی: 2904 Millman، نامگذاری:1981YB) دو هزار و نهصد و چهارمین سیارک کشف شده‌است که در ۲۰ دسامبر ۱۹۸۱ کشف شد.
قدر مطلق سیارک برابر ۱۱٫۶۰ است.